# Скуби-Ду! Маска Голубого сокола
Скуби-Ду! Маска Голубого сокола (англ. Scooby-Doo! Mask of the Blue Falcon) — американский анимационный фильм студии Warner Bros. Animation из франшизы «Скуби-Ду». Премьера на DVD и в HD-формате 26 февраля 2013 года.

## Сюжет
Шэгги и Скуби-Ду убедили команду поехать на «Мега-Мондо Поп Кон-А-Палуза», чтобы увидеть своих любимых героев Синего сокола и Шустрика чудо-пса, но на фестивале появляется господин Хайд, который выпускает своих летучих мышей. Главным подозреваемым сразу же становится Оуэн Гаррисон, но Шэгги и Скуби-Ду верят в то, что Оуэн не может быть преступником, и чтобы нормально проводить расследование, Фрэдди и девочкам приходится избавиться от Шэгги и Скуби-Ду, но Шэгги и Скуби-Ду вскоре находят ещё подозреваемых и теперь ребятам надо разгадать эту тайну прежде, чем весь город превратится в монстров, похожих на Хайдов.

## Роли озвучивали
| Актёр          | Перснонаж             |
| -------------- | --------------------- |
| Фрэнк Уэлкер   | Скуби-Ду / Фред Джонс |
| Мэттью Лиллард | Шэгги Роджерс         |
| Грей Делайл    | Дафни Блэйк           |
| Минди Кон      | Велма Динкли          |

## Русский дубляж
| Актёр               | Персонаж                 |
| ------------------- | ------------------------ |
| Никита Прозоровский | Скуби-Ду / Шэгги Роджерс |
| Сергей Быстрицкий   | Фред Джонс               |
| Ольга Голованова    | Дафни Блэйк              |
| Нина Тобилевич      | Велма Динкли             |